# Coppermine Apači
Coppermine Apači (Copper Mine; Bakreni Apači), Banda Mimbre Apača, nastanjena oko Santa Rite, u Arizoni, nastali nakon cijepanja Gileña na Mogollone i Mimbre. Mimbre Apači kasnije su se podijeli međusobno na Copermine (Bakrene Apače) i Warm Springs Apače. 
Postoji rječnik od 150 riječi iz jezika Coppermine Apača što ga je Bartlett sakupio 1851. od poglavice Mangas Coloradasa.